# Jacques Helbronner
Pour les articles homonymes, voir Helbronner.
Cet article possède un paronyme, voir Heilbronner.
Jacques Édouard Helbronner, le 21 septembre 1873 dans le 9e arrondissement de Paris et mort en déportation à Auschwitz le 23 novembre 1943, est un juriste français, qui a été président du Consistoire central israélite de France jusqu'à sa déportation. Il fut un fidèle du Maréchal Pétain dont son frère, l'avocat Louis Helbronner, avait été un proche collaborateur avant de mourir pour la France en septembre 1914. Son autre frère, Paul Helbronner a consacré sa vie à la cartographie des Alpes.

## Biographie

### Jeunesse et études
Jacques Helbronner naît le 21 septembre 1873 dans le 9e arrondissement de Paris. Issu d'une famille de bourgeoisie juive, il est le fils d'Horace Helbronner, un avocat ami de Jules Grévy (qui avait été son témoin de mariage), et d'Hermance Rebecca née Saint-Paul. Il épouse Jeanne Weisweiller, sœur d'Arthur Weisweiller.
Jacques Helbronner effectue ses études secondaires au lycée Condorcet. Il suit des études de droit et est docteur en droit. Il fréquente l'École libre des sciences politiques.

### Parcours professionnel
Il s'inscrit comme avocat à la Cour d'appel de Paris en 1895 et intègre le Conseil d'État à partir de 1898.
Chef de bataillon de réserve, il sert comme membre de l'état-major du président du Conseil et ministre de la Guerre Georges Clemenceau durant la Première Guerre mondiale. Il est promu commandeur de la Légion d'honneur en 1925.

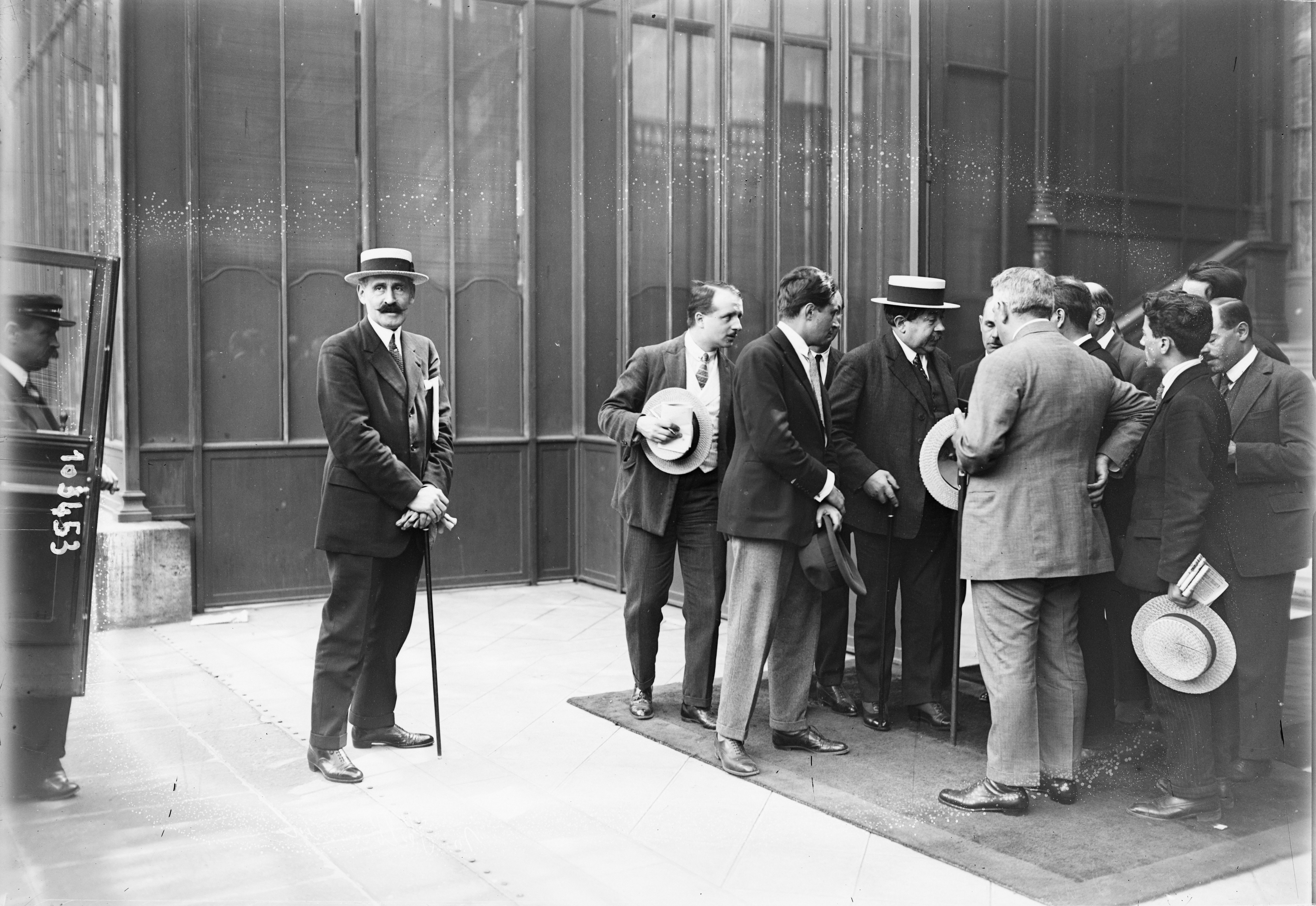
Conseil des ministres, départ de M. Painlevé - Helbronner, isolé à gauche (12 août 1925).

Poursuivant sa carrière au sein du Conseil d'État, il atteint le rang de président de section jusqu'à sa mise à la retraite d'office en octobre 1940, conséquence des premières lois antijuives. 
Durant l'Occupation, il accepte d'occuper les fonctions exposées de président du Consistoire central israélite de France dont il était vice-président avant guerre . Ami de longue date du maréchal Pétain, il rencontre ce dernier à de nombreuses reprises durant la guerre dans l'espoir de préserver les juifs de France. Mais il refusera toutes les offres pour échapper au statut des juifs. Il tentera de s'opposer à la création de l'Union générale des israélites de France (UGIF) exigée par les nazis afin de faciliter la déportation . Même s'il n'a pas réussi à empêcher cette création, il l'a retardée de quelques mois. Ce qui a laissé un peu de temps à certains de se mettre à l'abri et contribué à déconsidérer cet organisme. Il est déporté avec sa femme, Jeanne, sœur de Arthur Weisweiller (née le 23 juillet 1873 à Saint-Germain-en-Laye), par le convoi n° 62 du 20 novembre 1943 du camp de Drancy à Auschwitz et tous deux meurent dans les chambres à gaz à leur arrivée le 23 novembre 1943.

## Distinctions
- Commandeur de la Légion d'honneur
- Croix de guerre 1914–1918

## Dans la culture populaire

### Télévision
- 2007 : La Résistance de Félix Olivier : joué par Laurent Claret